# Torre del Virrei
La Torre del Virrei o Torre de Babà forma part d'una finca que es troba a poc més de mig quilòmetre del nucli urbà de L'Eliana, a la comarca del Camp de Túria, (País Valencià). Està al costat de la via del ferrocarril i el límit amb el municipi de la Pobla de Vallbona. Està catalogada com a Bé d'interès cultural des de 2001.

## Història
El municipi de l'Eliana s'alça en el que va ser una masia anomenada Torre Babà, a la part oest de l'actual localitat, que té els seus orígens cap als segles xvi-xvii. Es tractava d'una torre de vigilància i defensa de la casa agrícola i la zona rural on s'ubica. Al conjunt, es van afegir diverses cases rurals, i així es va formar un petit caseriu.
La Torre del Virrei va tenir com a primer habitant el senyor Joan Baptista de Baba, tresorer general de la Santa Creu de València i el seu regne. La família Baba va viure a l'edifici fins a la fi del segle xviii. Moment en què va caure en mans de Vicente Tamarit Pastor i la seua esposa, la II marquesa de San Joaquín Pastor. L'aspecte actual de la finca, incloent la torre, data de la primera meitat del segle xix, quan l'adquireix per a residència estival, Félix María Calleja del Rey, comte de Calderón i virrei de Mèxic, junt el Mas del Canonge (una masia veïna) i altres propietats a la Pobla de Vallbona, terme al qual hi pertanyia aleshores l'Eliana. Amb la compra, la masia i la torre de Babà es reconstrueixen totalment. S'hi combinen els estils gòtic i clàssic segons el gust de l'època. Aleshores ja es coneix aquest imponent edifici com la Torre del Virrei, nom que ha perdurat fins als nostres dies.
Durant el pas del segle xx, la Torre del Virrei es va anar deteriorant-se, situació que es va agreujar amb la caiguda d'un raig el 1970, que va fer caure dos parets de la torre. El 1991 es van dur a terme les primeres obres de restauració, que s'han allargat fins a la primera dècada del segle xxi. Amb tot, de la primera Torre de Babà només en resta la cimentació.

## Descripció
El conjunt arquitectònic del qual forma part la Torre, presenta planta quadrangular, i està format per un cos rectangular amb coberta a dues aigües, que té una torre adossada en una de les cantonades. La torre té planta quadrada i construïda en obra de maçoneria, amb vuit finestres bessones amb arc de mig punt, les quals se situen dos per façana. La cornisa està recolzada sobre permòdols, presentant la rematada final una balustrada amb ampit cec.

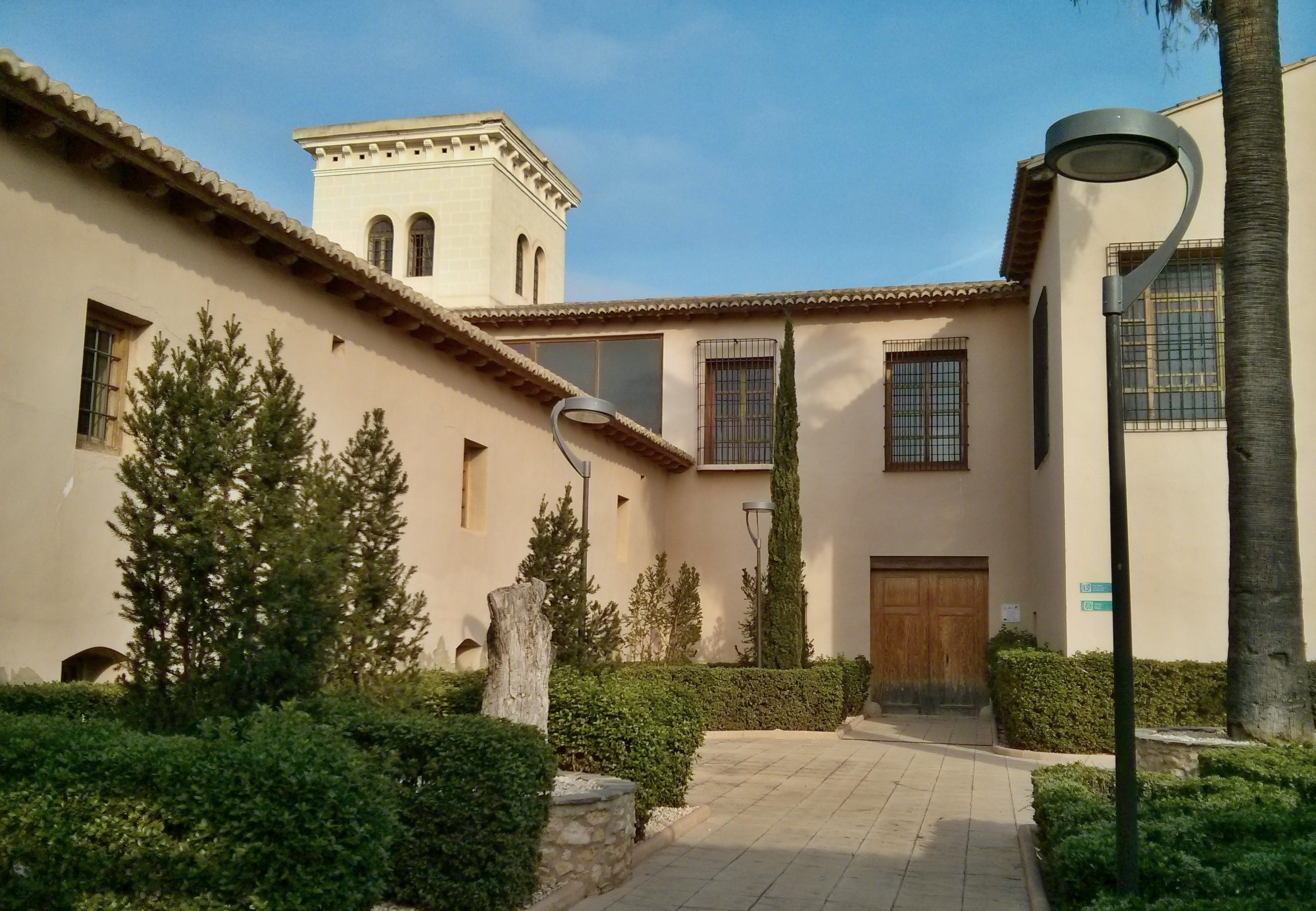
Pati

Els murs coberts d'arrebossat simulen ser de carreus, decoració clàssica dels segles xviii i xix, pròpia de zones de materials pobres.
També poden observar altres edificacions adossades a la principal (construccions rurals de planta baixa i cambra, amb façanes emblanquinades, buits petits i teulades, amb teula romana, a dues aigües), comptant també amb un pati. Els buits són de composició predominantment vertical, amb llinda semicircular, que es distribueixen en dues plantes.
L'accés a l'edifici es troba centrat en planta, al costat major de l'edifici, a la porta hi ha un escut nobiliari. Destaquen els tres buits sobre l'accés, que s'obrin a l'exterior amb voladissos i estan tancats amb reixes. La rematada de la torre té una composició simètrica en els seus quatre costats, amb buits aparellats i rematada amb llinda.